# Cascina Chiesa Rossa
La cascina Chiesa Rossa è una cascina di Milano situata in via Chiesa Rossa.

## Architettura
La cascina fa parte di un complesso di varie costruzioni tra cui la chiesa di Santa Maria alla Fonte, oltre che al portico e la stalla: il complesso è situato in un ampio parco pubblico in riva al Naviglio Pavese.
Si trova nella periferia sud di Milano, lungo via Chiesa Rossa. Il complesso architettonico è composto da cinque edifici: la cascina, la chiesa di Santa Maria alla Fonte, la canonica, il portico e la stalla. Quest'ultima è stata successivamente convertita in biblioteca. Il complesso architettonico è circondato da un vasto parco pubblico comprendente un frutteto e una piccola zona boschiva. Il parco pubblico e l'area circostante sono caratterizzati dalla presenza di rogge naturali e di piccoli canali artificiali.

## Storia
Il nome della chiesa, originariamente denominata "ad Fonticulum", deriva dall'antica presenza in zona di fonti, ruscelli, rogge, canali artificiali e forse anche di un fontanile. La parte più antica del complesso della Chiesa Rossa è la chiesa di Santa Maria alla Fonte, che è stata costruita tra il IX e il X secolo. Il suo stile architettonico è romanico ed è stata rimaneggiata durante il Rinascimento come testimoniato da alcune tracce di affreschi ancora presenti. L'epoca di costruzione degli altri edifici è compresa tra il X e il XIII secolo. Il complesso edilizio, che è stato acquisito dal comune di Milano nel 1960, fu oggetto di tre opere di restauro (1964-1966, 2000 e 2009). Un comitato di cittadini costituitosi nel 1988, il Comitato per il recupero della Cascina Chiesa Rossa (oggi Comitato Cascina Chiesa Rossa) si è impegnato attivamente per il restauro dell'intero complesso e la sua valorizzazione e oggi opera sul territorio per segnalare eventuali problematiche e criticità e per organizzare eventi culturali. Dal 2009 il complesso architettonico, che è visitabile da parte del pubblico, ospita un parco pubblico, un bar e una biblioteca.